# PBKA

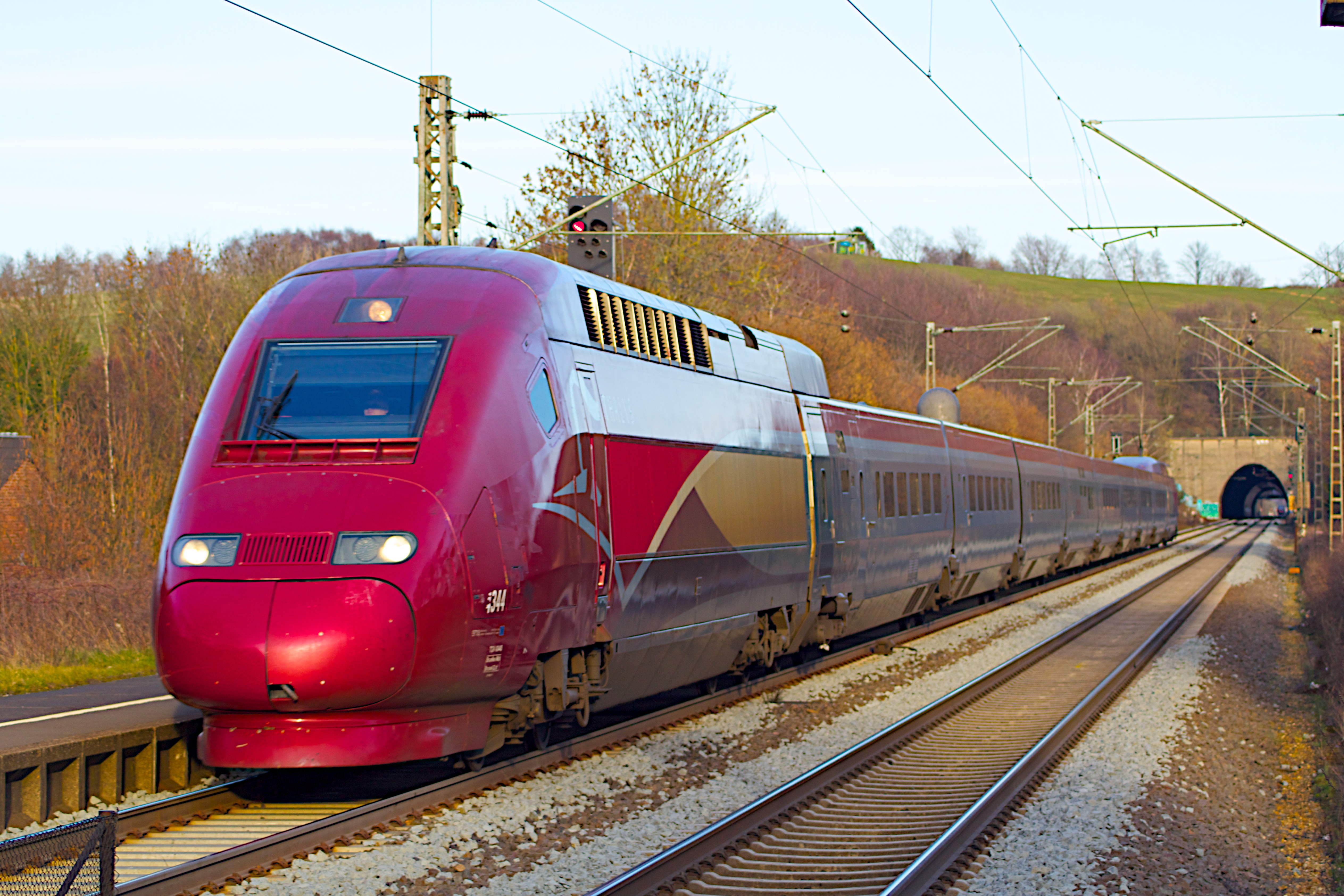
Thalys von Köln nach Paris

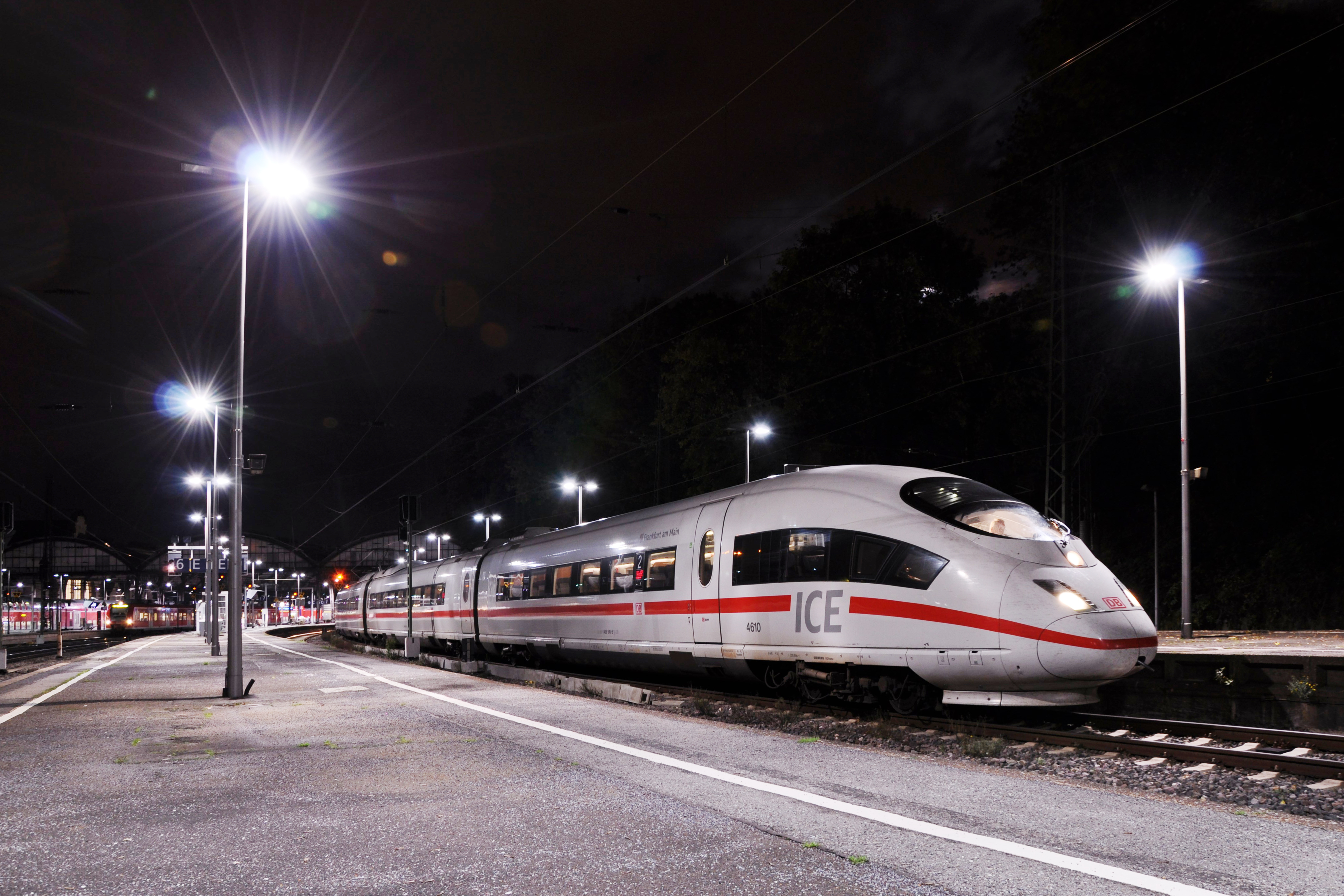
ICE International im Aachener Hauptbahnhof

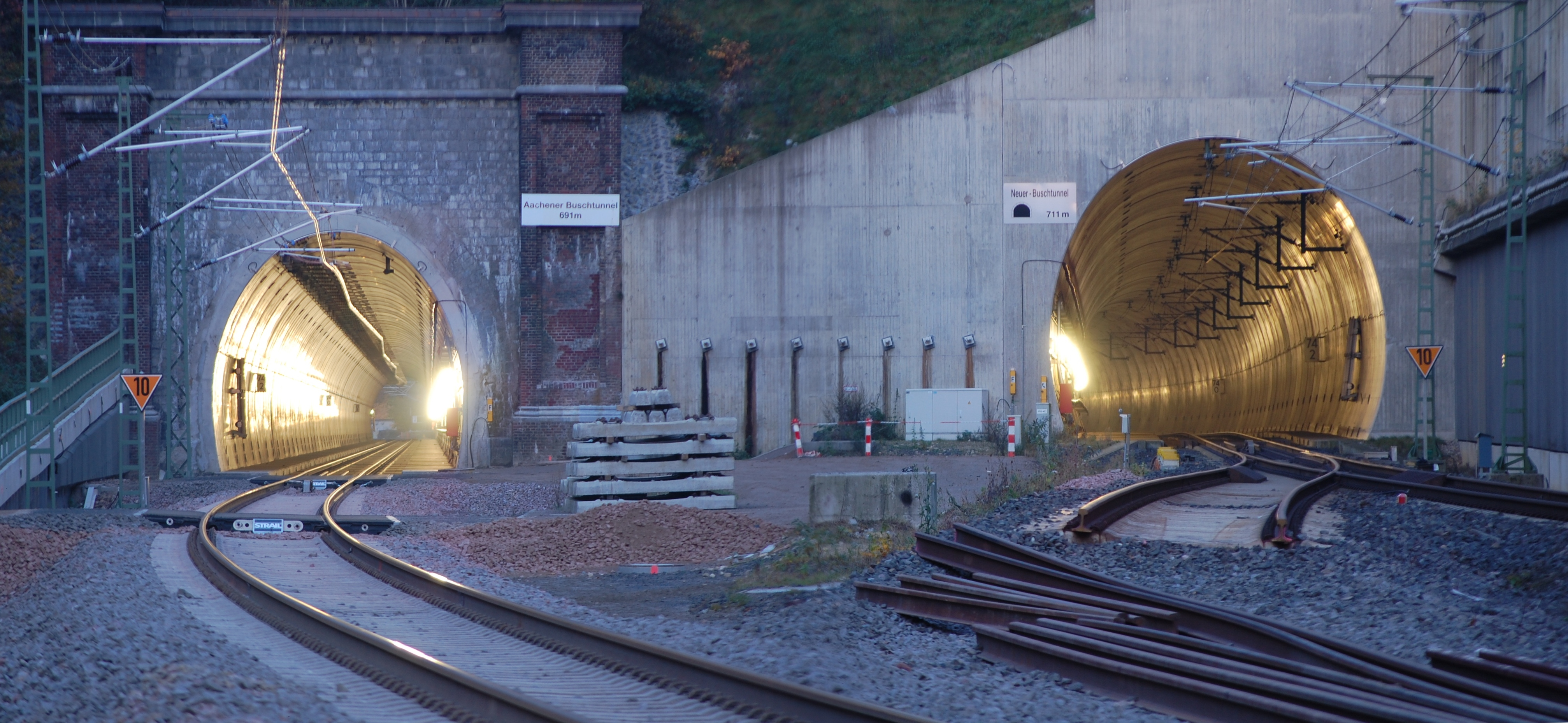
Die zwei Röhren des Buschtunnels

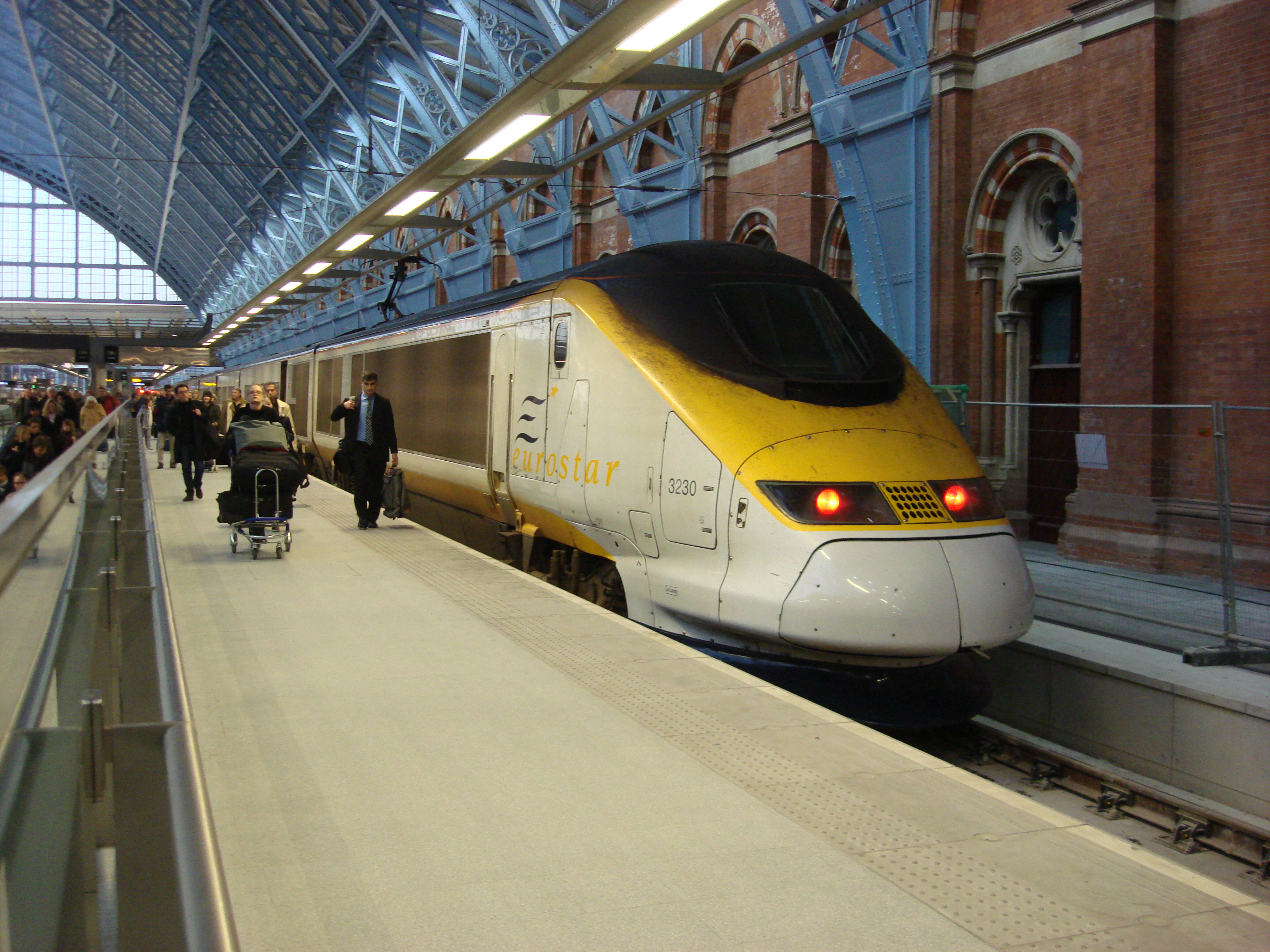
Eurostar im Bahnhof St Pancras

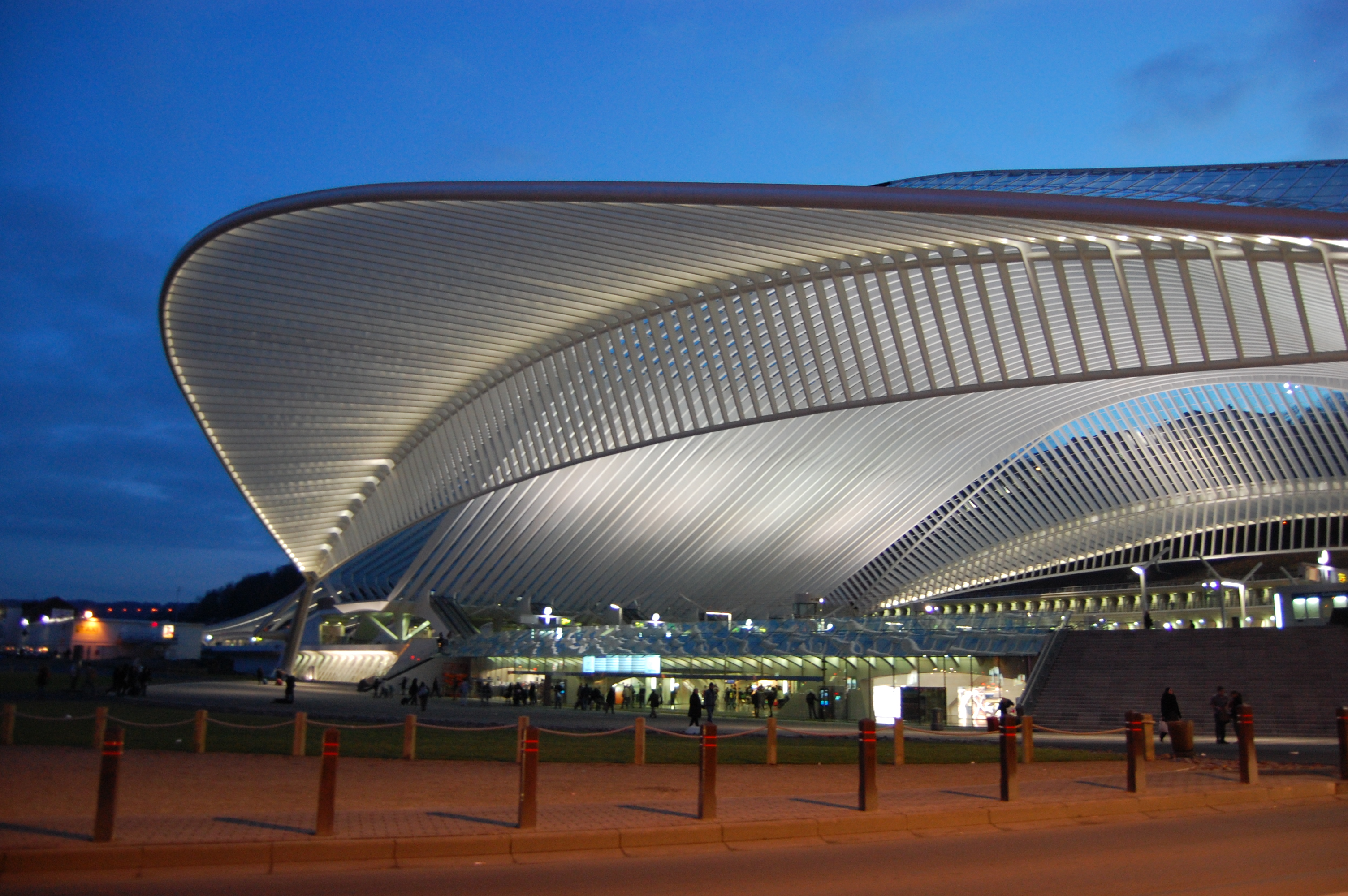
Bahnhof Lüttich-Guillemins

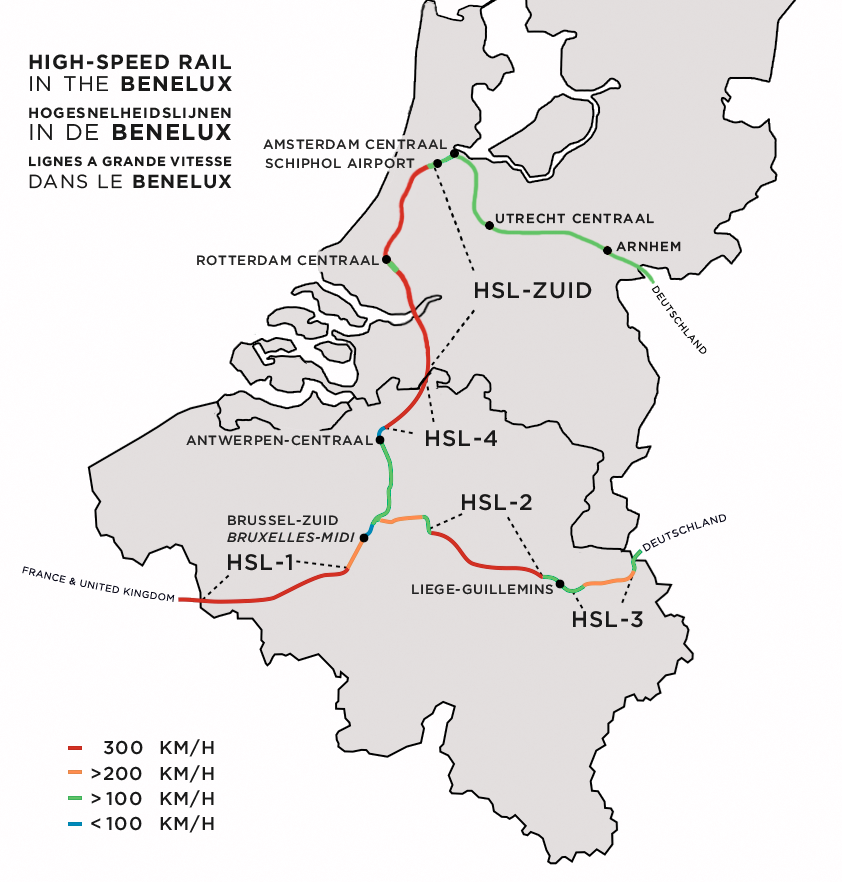
Hochgeschwindigkeitsnetz BeNeLux

PBKA ist ein europäisches Eisenbahnprojekt, das die Städte Paris, Brüssel, Köln und Amsterdam mit Hochgeschwindigkeitsstrecken verbindet. Das Projekt wird durch die EU im Rahmen der TEN-Initiative unter der Abkürzung PBKAL (Paris, Brüssel, Köln, Amsterdam, London) gefördert.

## Geschichte
Am 18. Juli 1983 versammelten sich die Verkehrsminister Deutschlands, Frankreichs und Belgiens in Paris. Am Rande eines Gesprächs über die Zukunftsaussichten der Eisenbahn wurde die Möglichkeit einer Schnellverbindung Paris–Brüssel–Köln diskutiert. Eine gemeinsame Arbeitsgruppe wurde beauftragt, bis April 1984 einen Bericht über die technischen, wirtschaftlichen, finanziellen und rechtlichen Aspekte einer solchen Strecke vorzulegen. 1984 schlossen sich die Niederlande der Arbeitsgruppe an. Untersucht wurden drei Varianten in Rad-Schiene- und eine in Magnetbahn-Technik.
Die Ergebnisse wurden im Sommer 1984 präsentiert. Demnach sei der „wirtschaftliche und soziale Nutzen einer solchen Verbindung“ gewährleistet. Daraufhin wurde eine Arbeitsgruppe beauftragt, bis Ende 1985 einen vertieften und in mehrfacher Hinsicht optimierten Bericht vorzulegen. Etwa 500 Menschen waren an der Bearbeitung der Studie beteiligt. Später traten die Niederlande dem Vorhaben bei; dabei wurde Amsterdam in das Netz der zu untersuchenden Korridore mit aufgenommen. Im Zuge der Untersuchungen wurde auch eine Magnetbahn geprüft. Der Bericht wurde schließlich im Dezember 1986 vorgelegt. Insgesamt wurden vier Varianten untersucht.
1987 wurde ein internationaler Arbeitskreis für das Projekt durch die Stadt Köln initiiert.
Am 11. April 1988 bekräftigten die am Schnellbahnprojekt Paris–Brüssel–Köln/Amsterdam beteiligten europäischen Verkehrsminister, das Projekt einschließlich einer Verlängerung nach Frankfurt (heute: Schnellfahrstrecke Köln–Rhein/Main) zu realisieren, diese ging im Mai 2002 in Betrieb. Die Planungen sahen vor, die Ausbaumaßnahmen im Abschnitt Köln–Aachen bis zur Betriebsaufnahme des Eurotunnels im Jahr 1993 abzuschließen.
Im November 1989 einigten sich die beteiligten Verkehrsminister auf den Zeitplan zur Inbetriebnahme der Strecken. Für den Abschnitt zwischen Köln und Aachen war dabei die Fertigstellung bis 1995 vorgesehen, der Abschnitt zwischen Aachen und Brüssel sollte 1998 in Betrieb gehen.

## Betrieb
Die 333 Kilometer lange LGV Nord führt von Paris über Lille zum Portal des Eurotunnels bei Calais und stellt die Verbindung nach Brüssel und London her. Das südliche Teilstück zwischen Arnouville und Arras wurde am 23. Mai 1993 eröffnet, das nördliche Teilstück am 26. September desselben Jahres. Am 14. Dezember 1997 ging dann auch der kurze Abschnitt bis zur belgischen Grenze zusammen mit der HSL 1 bis nach Brüssel-Süd in Betrieb und wird unter anderem vom Eurostar (ex-Thalys) mit bis zu 300 km/h befahren.

### Streckenabschnitt Brüssel – Lüttich
Der belgische Streckenteil von Brüssel bis Löwen wurde 2003 als kostengünstigerer Streckenausbau über die Neubaustrecke 36/36N hergestellt und kann mit bis zu 200 km/h sowie weiter nach Lüttich über die 2002 eröffnete HSL 2 die mit bis zu 300 km/h befahren werden kann.

### Streckenabschnitt Aachen – Lüttich
Bereits am 15. Oktober 1843 eröffnete die weltweit erste grenzüberschreitende Bahnstrecke Aachen-Lüttich. Diese internationale Bahnstrecke beginnt am Hauptbahnhof Aachen, dieser wurde renoviert und die Arbeiten im August 2006 fertiggestellt. Der Buschtunnel wurde um eine zweite Röhre erweitert sowie die alte Röhre umfangreich saniert. Am 23. Oktober 2011 wurde das Gleis der sanierten Röhre wieder in die Strecke eingebunden und die Arbeiten damit beendet. Zwischen Aachen Hauptbahnhof und Grenze liegt die Höchstgeschwindigkeit nach Fertigstellung der beiden Tunnel bei 160 km/h. Die Hochgeschwindigkeitsstrecke 3 nach Lüttich wurde bis Ende 2007 fertiggestellt. Aufgrund von fehlender Ausrüstung der ICE- und Thalys-Züge mit der auf den HSL angewandten Zugsicherungstechnik verzögerte sich jedoch die Inbetriebnahme des Abschnittes auf Juni 2009. Für den ICE verkürzte sich nach Inbetriebnahme der HSL 3 die Fahrzeit zwischen Aachen und Lüttich von 47 Minuten auf 21 Minuten. Der Thalys befährt diese Strecke erst seit dem Fahrplanwechsel im Dezember 2009. Die zulässige Höchstgeschwindigkeit auf der Neubaustrecke HSL 3 liegt bei 260 km/h. Im September 2009 ging der Bahnhof Lüttich-Guillemins in seiner heutigen Gestalt in Betrieb.

### Streckenabschnitt Köln – Düren
Der starkbefahrene deutsche Streckenabschnitt zwischen Aachen und Köln ist als kostengünstigerer Streckenausbau weitgehend fertiggestellt. Die Bestandsstrecke wurde bis Ende 2002 zwischen Köln und Düren um ein bis zwei weitere Gleise erweitert und zur Schnellfahrstrecke ausgebaut. Sämtliche Bahnhöfe auf dem Streckenabschnitt wurden umgebaut und teilweise zu reinen S-Bahn-Haltepunkten oder -Bahnhöfen umgewandelt. Im bereits 42 Kilometer langen ausgebauten Streckenteil zwischen Köln und Düren liegt die Höchstgeschwindigkeit bei 250 km/h.

### Streckenabschnitt Düren – Aachen
Zwischen Aachen und Eschweiler wird die Strecke mit 140 km/h befahren. In einer zweiten Baustufe wird der Streckenabschnitt zwischen Eschweiler und Düren für Geschwindigkeiten bis 200 km/h ertüchtigt. Bereits zur Jahrtausendwende bekam der Bahnhof Langerwehe zwei zusätzliche Gleise ohne Bahnsteig, die als durchgehende Hauptgleise für durchfahrende Züge (darunter die Hochgeschwindigkeitszüge ICE und Thalys) genutzt werden. Zur Entlastung der Strecke zwischen Stolberg (Rheinl) und Langerwehe trägt auch die am 14. Juni 2009 erfolgte Wiederinbetriebnahme sowie der Neubau der parallel verlaufenden Indetalbahn bei. Diese wird von der Euregiobahn genutzt, und der Haltepunkt Nothberg an der Schnellfahrstrecke Köln–Aachen wurde geschlossen, da ein neuer Haltepunkt Eschweiler-Nothberg an der Indetalbahn entstand. Der letzte Bahnübergang Jägerspfad zwischen dem ehemaligen Haltepunkt Nothberg und Eschweiler Hauptbahnhof wurde im April 2020 endgültig geschlossen. Im gleichen Jahr fanden umfassenden Umbaumaßnahmen im Bereich des Eschweiler Hauptbahnhof statt sowie der Bau von Überholgleisen in den Abschnitten Eschweiler und Bahnhof Aachen-Rothe Erde. Mit deren Hilfe wird den Regional- und Fernverkehrszügen ermöglicht, langsamere Güterzüge zu überholen.
Im zweiten Halbjahr 2028 wird die Strecke Köln–Aachen–Grenze im Rahmen einer Korridorsanierung für ca. fünf Monate komplett gesperrt.